# Hải lưu Na Uy
Hải lưu Na Uy (còn gọi là hải lưu duyên hải Na Uy) là một hải lưu chảy từ eo biển Skagerrak trong biển Bắc về cơ bản theo hướng đông bắc, dọc theo bờ biển của Na Uy ven Đại Tây Dương tới biển Barents thuộc Bắc Băng Dương ở độ sâu khoảng 50 –100 m. So sánh với hải lưu Bắc Đại Tây Dương thì nó lạnh hơn và có độ mặn thấp hơn, do phần lớn nguồn cấp nước cho nó đến từ nước lợ của biển Baltic cũng như từ các fio (fjord) và các con sông ở Na Uy. Tuy nhiên, nó ấm hơn và mặn hơn một cách đáng kể so với Bắc Băng Dương. Tốc độ lưu chuyển nước của nó dao động mạnh trong khoảng 0,05–1 m/s, nói chung các nhà hải dương học tính tốc độ trung bình của nó khoảng 0,3-0,5 m/s. Nhiệt độ trung bình về mùa đông trong hải lưu Na Uy nằm trong khoảng 2 - 5°C với độ mặn dưới 34,8 ‰ trong khi nhiệt độ của Đại Tây Dương là trên 6 °C và độ mặn trên 35 ‰.